# Internet Group Management Protocol
Internet Group Management Protocol (IGMP) – jeden z rodziny protokołów TCP/IP, służący do zarządzania grupami multicastowymi w sieciach opartych na protokole IP.
Komputery wykorzystują komunikaty IGMP do powiadamiania routerów w swojej sieci o chęci przyłączenia się do lub odejścia z określonej grupy multicastowej.